# Sedlo Ďurkové
Sedlo Ďurkové (1709 m n. m.)  ) je horské sedlo nalézající se v hlavním hřebeni Ďumbierských Tater. 

## Polohopis
Nachází se v centrální části podcelku, na západním okraji části Ďumbier. Západně od sedla leží vrch Ďurková (1750 m n. m.), na východě Malý Chabenec (1840 m n. m.). Leží v hlavním hřebeni Nízkých Tater a ze sedla vede turistický chodník k nedaleké útulně Ďurková pod Chabencom. 

## Přístup
Sedlo leží nad horehronskou obcí Jasenie, z které vede Jasenianskou dolinou modře značená trasa okolo útulny Ďurková. Nejkratší přístup do sedla však vede po zelené trase z osady Magurka, která leží přímo pod hřebenem, asi 3 km severozápadním směrem. Hlavním hřebenem vede červeně značená Cesta hrdinů SNP.